# Xavier Domènech i Sampere
Xavier Domènech i Sampere (Sabadell, 2 dicembre 1974) è un politico spagnolo, ex-deputato della lista elettorale Catalunya en Comú-Podem al Parlamento della Catalogna.
Nel giugno 2015, Domènech è stato nominato commissario per gli studi strategici e memoria storica presso il municipio di Barcellona dal governo di Barcelona en Comú. Le politiche di memoria storica di Barcelona en Comú sotto Domenech hanno incluso la rimozione del busto dell'ex re di Spagna, Juan Carlos, dalla camera del consiglio comunale, e negando l'uso del Castello di Monjuic per un servizio in memoria dei sostenitori nazionalisti giustiziati.
È autore di numerosi libri di storia, tra cui Quando la strada ha smesso di essere la sua. Movimento operaio, società civile e cambiamento politico in Sabadell (Barcellona, 2002), Tempo delle intersezioni. Una storia della gioventù comunista della Catalogna (Barcellona, 2007), quando saccheggiavano le pompe. La guerra civile e gli attentati di Barcellona (Barcellona 2007), classe operaia, anti-franchismo e cambiamento politico (2008), lotta di classe, dittatura e democrazia (1939-1977), cambiamento politico e movimento operaio sotto il franchismo. Lotta di classe, dittatura e democrazia 1939-1977 (Madrid, 2012).